# Рей Вентура
Ремо́н (Рей) Вентура́ (фр. Raymond (Ray) Ventura, нар. 16 квітня 1908, Париж, Франція — † 30 березня 1979, Пальма-де-Майорка, Іспанія) — видатний французький джазмен, бенд-лідер, популяризатор джазу у Франції 1930-х років. Дядько співака, гітариста і композитора Саша́ Дісте́ля.

## Життєпис
Народився 16 квітня 1908 у Парижі.
З 1924 року грав на роялі в джаз-бенді «Collegiate Five» («Студентська п'ятірка») разом зі своїми товаришами по Ліцею Жансон-де-Саї, серед яких починав свою кар'єру композитор Поль Мізракі. З 1928 гурт записувався на Columbia Records під назвою «Ray Ventura et ses Collegiens» («Рей Вентура та однокурсники»). З 1929 Рей Вентура очолив цей колектив.
У 1930-ті роки гурт записувався на Decca Records та інших студіях, ставши популярним ансамблем Франції того десятиліття. Його сайдменами були Філіпп Брун (Philippe Brun), Алікс Комбель (Alix Combelle), Гі Пакіне (Guy Paquinet). Однією з їхніх популярних пісень в 1936 році стала пісня «Tout va très bien, Madame la Marquise» («Все добре, пані Маркізо», в Україні відома у виконанні Леоніда Утьосова в російськомовному перекладі Олександра Безименського під назвою «Всё хорошо, прекрасная маркиза»). У пісні йдеться про те, як прислуга Маркізи розповідає їй, що вдома все гаразд, за винятком низки наростаючих нещасть. Є метафорою щодо легковажності Франції перед війною і означає незграбне намагання приховати реальний стан справ.
На початку війни у вересні 1939 року був включений до екіпажу поїзда в східній Франції. Після поразки в червні 1940 року, Рей сховався в незайнятій зоні. У 1941 році разом із своїм гуртом здійснив поїздку до Швейцарії, де записав кілька платівок.
Через антисемітське переслідування деяких членів оркестру Вентура покинув Францію у листопаді 1941 року і здійснив гастрольну поїздку Південною Америкою. Там він працював до 1944 року. Під час туру до Бразилії в часи Другої світової війни до гурту приєднався французький співак Анрі Сальвадор (1917–2008). Два роки потому в Аргентині до гурту також приєднався французький трубач Жорж Анрі, який перед тим покинув гурт Lecuona Cuban boys.
Після тріумфального повернення до Франції очолив новий джазовий оркестр, який діяв з 1945 до 1949 року. Відзначались в гурті молодий співак-гітарист Анрі Сальвадор і племінник Рея Саша Дістель. Вони грають в кількох фільмах (Ми їдемо в Париж, Дитя Монте-Карло), що сприяє значному зростанню їхньої популярності. Їхні пісні починають лунати на радіо у всіх регіонах Франції.
1959 року Рей Вентура організував Біг-бенд з диригентом Каравеллі (Клод Вазорі), але на той час популярність великих оркестрів почала спадати і згодом Рей Вентура припинив виступи, зайнявся публікацією музичних творів, захопився кінематографом, став музичним продюсером. Знявся в комедії «Дитя Монте-Карло» з Одрі Гепберн, писав кіносценарії. Його стараннями у Франції вийшли перші записи пісень Жоржа Брассанса і перший диск легендарного джазового музиканта Рея Чарлза.
Пішов з життя 30 березня 1979 у  Пальма-де-Майорці (Іспанія). Похований у Парижі на кладовищі  Батіньйоль.